# Pseudevernia
Псевдевернія (Pseudevernia) — рід лишайників родини Parmeliaceae. Назва вперше опублікована 1903 року.

## Галерея

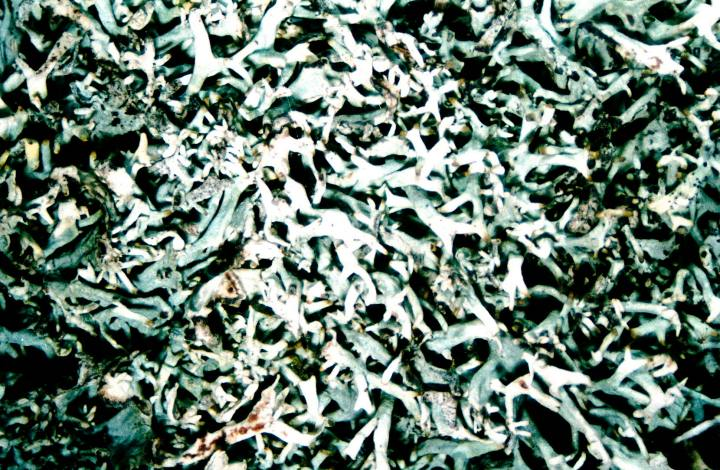
Pseudevernia cladonia
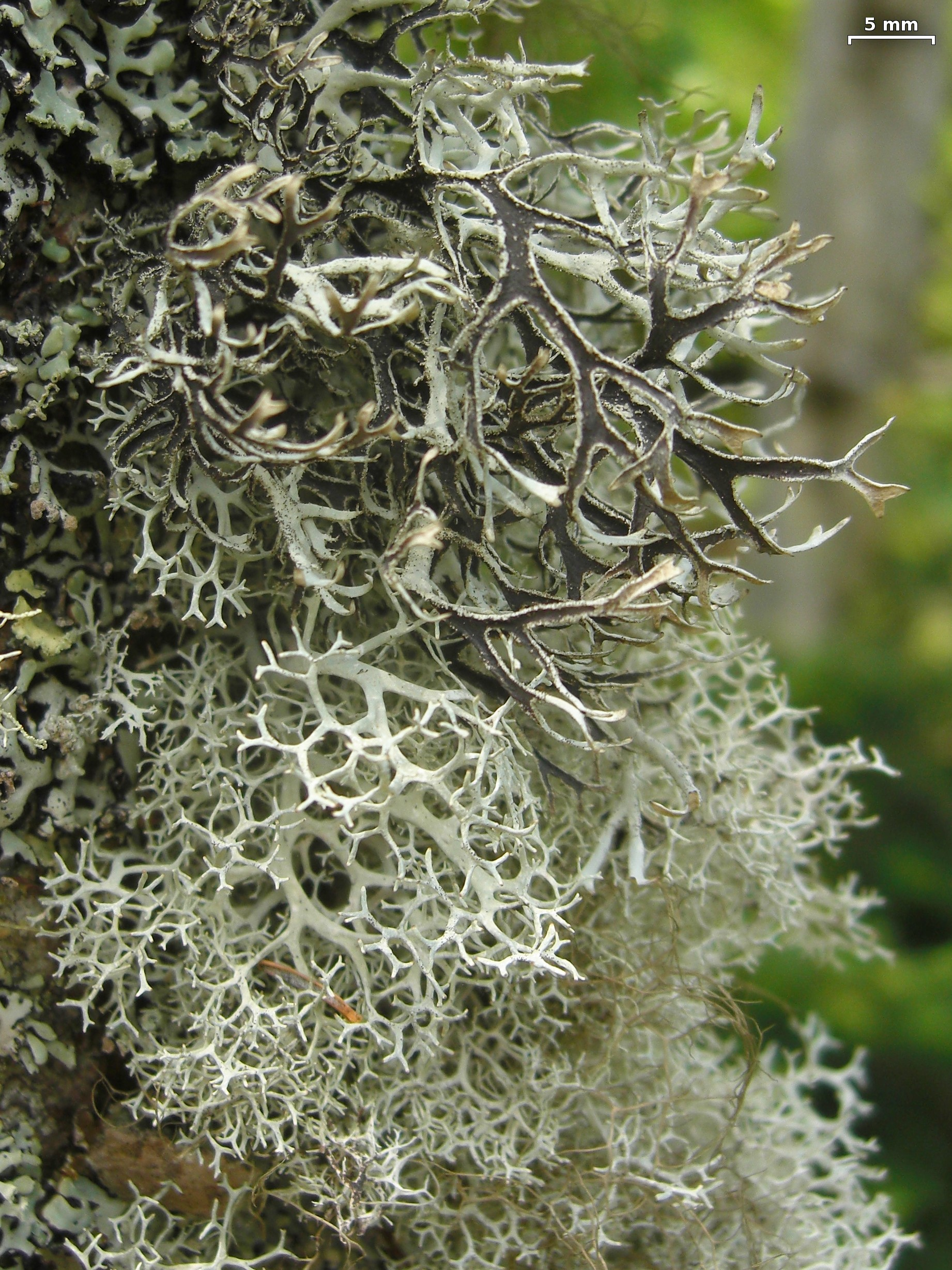
Pseudevernia consocians
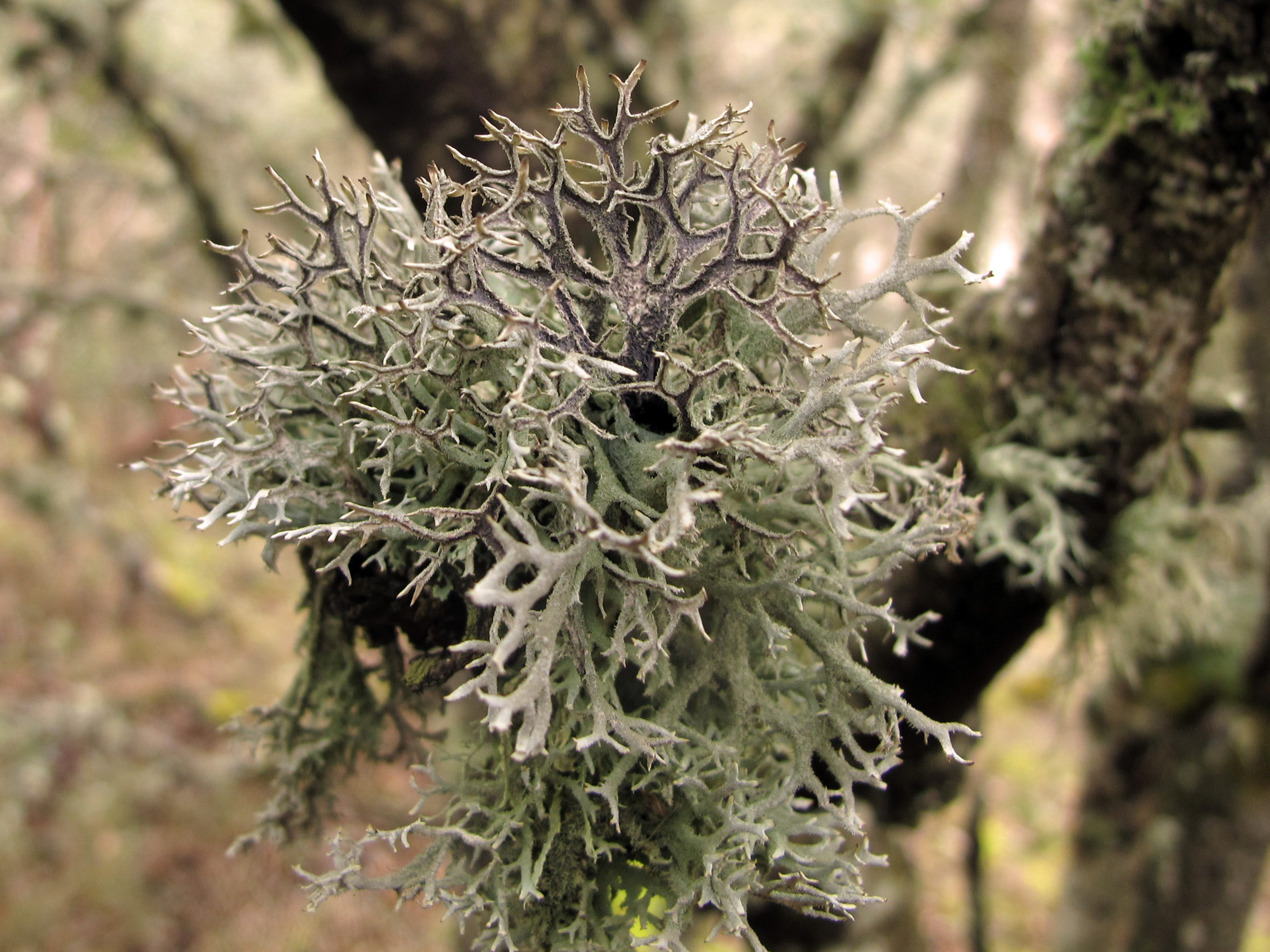
Pseudevernia furfuracea
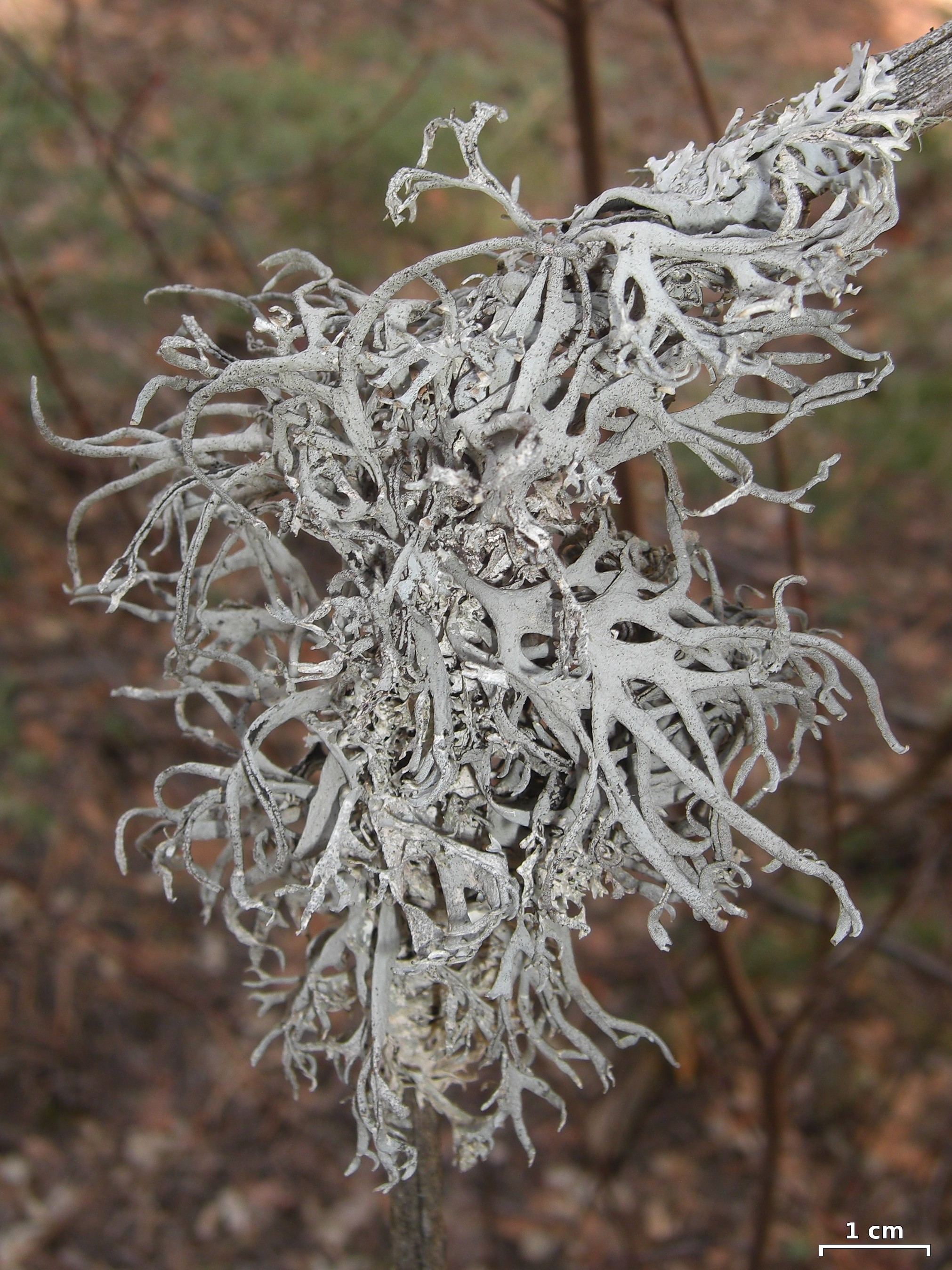
Pseudevernia intensa